# Artaphernes (Sohn des Artaphernes)
Artaphernes (auch Artaphrenes; medisch Rtafarnah), Sohn des Artaphernes, war ein persischer Feldherr des Achämenidenreichs im 5. vorchristlichen Jahrhundert. Als Enkel des Hystaspes und Neffe des Dareios I. war er selbst ein Angehöriger der Achämenidendynastie.
Nach dem erfolglosen Feldzug des Mardonios gegen Griechenland (492 v. Chr.) ernannte der persische Großkönig seinen Neffen Artaphernes gemeinsam mit Datis zum Befehlshaber eines Heeres, das zum Kampf gegen Athen bestimmt war. Die persischen Truppen versammelten sich in Kilikien, segelten von dort an Bord einer aus 600 Schiffe bestehenden Flotte über Samos zu den Kykladen, eroberten Naxos und verbrannten die dort gelegene Stadt sowie deren Tempel. Die anderen Inseln ergaben sich den Persern. Auf Euböa fielen Karystos und Eretria in ihre Hand.  In der Schlacht bei Marathon wurden sie 490 v. Chr. von den Athenern geschlagen. Artaphernes und Datis kehrten anschließend nach Asien zurück. 480 v. Chr. gehörte Artaphernes dem Invasionsheer seines Vetters Xerxes I. an, in dem er die Aufgebote der Lyder und Myser anführte.
Möglicherweise war der jüngere Artaphernes seinem nach 486/85 v. Chr. gestorbenen Vater als Satrap von Lydien nachgefolgt.